# Joanna Baillie
Joanna Baillie, född den 11 september 1762 i Bothwell nära Glasgow, död den 23 februari 1851 i Hampstead nära London, var en brittisk lyriker och dramatiker under romantiken. Hon var syster till Matthew Baillie.